# Cornellá del Terri
Cornellá del Terri (oficialmente en catalán Cornellà del Terri) es un municipio español de la provincia de Gerona, en la comunidad autónoma de Cataluña. Ubicado en la  comarca del Pla de l'Estany, tiene una población de 2390 habitantes (INE 2024) e incluye, además de la capital municipal, los núcleos de Borgonyà, Corts, Pont-xetmar, Pujals dels Cavallers, Pujals dels Pagesos, Ravós del Terri, Sant Andreu del Terri, Santa Leocadia del Terri y Sords, la mayoría de las cuales cuentan con iglesias de estilo románico.

## Historia
El 19 de agosto de 1337 el rey de Aragón Pedro el Ceremonioso otorga la Carta Puebla (que libra a los habitantes del valle de ciertas obligaciones). El año 1367 se concede autorización para formar un Consejo municipal (para gobernar el municipio) y también se debe destacar cuando el rey Pedro autoriza demoler parte del castillo de Cornellá (la demolición afectaría orincipalmente a las murallas y el foso) destinando una parte a hospital para caminantes y pobres.
El año 1385 se hospedaban en Cornellá la reina Sibila de Fortiá, el infante D. Juan y su esposa Violante de Bar (duques de Gerona). El año 1391 payeses de diferentes pueblos del municipio participaron, de forma virulenta, en el asalto a la judería de Gerona. Más adelante, en la Bastida de Borgonyá fue preso el abad de Bañolas Francesc Xetmar por parte de la caballería castellana, en la guerra civil catalana (1460-1472). Recordar que, en plena guerra de los Remensas, por el Valle pasó Pere Joan Sala (Serrallonga) en lucha constante contra señores y nobles, hito que podría ser el inicio de la supresión de los “malos usos” por parte de los feudales y quien sabe, el comienzo de conmemoraciones tradicionales que cada año se celebran en la plaza del Maig los lunes de Pascua: “La Plantada de l’Arbre del Maig” y el “Ball del Cornut”.
El siglo XVII y XVIII Cornellá fue escenario de las guerras sostenidas con Francia y convertida en campamento militar, tanto por las tropas francesas como por las tropas españolas. Tenemos conocimiento de estos hechos porque Joan Roura, lo dejó escrito en la “Consuleta”, así como otras costumbres, tradiciones y cultivos del pueblo. Durante la tercera guerra carlista, la población de Cornellá del Terri tomó parte en una de las batallas contra el general Savalls y Cirlot.
Hasta la reforma de la nomenclatura municipal de 1916 el municipio se llamaba simplemente Cornellá. En dicha fecha su nombre fue modificado por el de Cornellá de Terri.

## Entidades de población
- Borgonyà
- Cornellà del Terri
- Corts
- Pujals dels Pagesos
- Pujals dels Cavallers
- Ravós del Terri
- Sant Andreu del Terri
- Santa Llogaia del Terri
- Sords
- Pont-xetmar

## Demografía
Cornellá del Terri cuenta con una población de 2390 habitantes (INE 2024).
| Gráfica de evolución demográfica de Cornellá del Terri entre 1842 y 2021 |
| |
| Población de derecho según los censos de población del INE Población de hecho según los censos de población del INEEn estos censos se denominaba Cornellá: 1842, 1857, 1860, 1877, 1887, 1897, 1900 y 1910 Entre el censo de 1981 y el anterior, crece el término del municipio porque incorpora a San Andrés de Terri |

## Fiestas
Es importante su "Festa de l'Arbre" ('fiesta del árbol') y su "Ball del banyut de Cornellà de Terri" ('baile del cornudo') que cada lunes de Pascua se celebra en esta localidad.